# Sant Benaset
Sant Benaset (en francès Saint-Benoît) és un municipi francès situat al departament de l'Aude i a la regió d'Occitània.